# Andreas Broß
Andreas Broß (* 28. Februar 1971 in Oberensingen, Nürtingen) ist ehemaliger deutscher Fußballspieler und -trainer.

## Karriere
Bei den Stuttgarter Kickers begann 1989 Andreas Broß' Profikarriere. Sein Zweitligadebüt gab er am 3. November 1989 im Spiel gegen den VfL Osnabrück, als der damals 18-jährige bereits in der 36. Minute für Dirk Fengler eingewechselt wurde. Nach 15 weiteren Zweitligaspielen für die Stuttgarter verließ er 1991 den Verein und wechselte zu den TSF Ditzingen.
1996 ging der 1,82 m große Broß wieder in die 2. Liga. Er wechselte für 200.000 Mark zum 1. FC Kaiserslautern. Broß’ einziges Spiel für den FCK absolvierte er am 2. Spieltag, als er gegen seinen Ex-Verein Stuttgarter Kickers in der 90. Minute eingewechselt wurde. Bereits in der Winterpause verließ er die Pfälzer wieder Richtung Ditzingen. Bei den Schwaben spielte er bis 2000. 2000 bis 2002 spielte er beim SV Sandhausen und ging danach ein drittes Mal zu den TSF Ditzingen. Beim zwischenzeitlich in der Verbandsliga spielenden Verein übte er zunächst neben der Rolle des Spielers auch das Amt des Co-Trainers aus, kurzzeitig stieg er zum Spielertrainer auf.
2009 hat Broß seine Karriere als Spieler bei den TSF Ditzingen beendet und war Trainer des Landesligisten TSV Heimerdingen. Zur Winterpause der Saison 2017/18 schloss er sich dem TSV Oberensingen an und stieg mit diesem gleich in die Landesliga auf. Zudem schaffte er mit seinem Heimatverein fünf Jahre später den Aufstieg in die Verbandsliga.